# Bernhard Bierbaum
Bernhard II. Bierbaum OSB (* 1. Juli 1730 in Dorsten als Josef Lorenz Bierbaum; † 6. März 1798 in Helmstedt) war Abt der Benediktiner-Reichsabtei Werden bei Essen und letzter Präsident der Bursfelder Benediktinerkongregation.

## Vita
Der Sohn des Dorstener Gastwirtes Josef Bierbaum und seiner Frau Elisabeth geborene Funcken und wurde laut dem Dorstener Kirchenbuch am 7. Juli 1730 auf den Namen Josef Lorenz getauft.
Am 22. Oktober 1747 trat er in das Werdener Kloster ein, legte am 3. November 1748 die Profeß ab und erhielt die Priesterweihe im Dezember 1753. Am 17. Oktober 1757 wurde er zum Werdener Schwesterkloster St. Ludgeri in Helmstedt entsandt, wo er 1760 das Amt des Kellners erhielt. Am 18. November 1763 wurde er zudem Pfarrer in Herzfeld.
Es folgte am 19. März 1775 die Ernennung zum Propst von St. Ludgeri in Helmstedt und schließlich am 16. April 1780 die Wahl zum Abt der Abtei Werden. Im selben Jahr wurde er auf dem Generalkapitel der Bursfelder Kongregation zu deren Präsidenten gewählt, ein Amt, das er bis zur Auflösung der Kongregation im Jahre 1785 bekleidete.
In seiner Regierungszeit konnte er zahlreiche Bauprojekte verwirklichen: So die Brücke über dem Mühlengraben (1786), damals Mühlstrangh in Kettwig. Sie erleichterte den Zugang zur Fähre nach Kettwig vor der Brücke – vor allem für Fuhrwerke. Sie stellte auch eine dauerhafte Verbesserung der Achse Düsseldorf – Essen dar. Auf dem mittleren Brückenbogen wurde das Wappen des Abtes eingelassen. Eine weitere Baumaßnahme war die Häuserflucht gegenüber der Abteikirche St. Ludgerus (1787). Dort befanden sich die abteiliche Rektoratsschule, ein Pfarrhaus und ein Kapitelgebäude.
1794 ließ er das Torhaus der Abtei Werden errichten, das ein amüsantes Detail besitzt: Bernhard II. ließ am Giebel des Hauses den Kopf eines Fauns einmeißeln, der die Zunge herausstreckt, wohl als Anspielung gegen die Preußen, die das Land besetzten. Weiter hat er das abteiliche Rückgebäude mit Kreuzgang errichtet und als Sommerresidenz für die Werdener Äbte ließ er Haus Schuir erbauen. Neben seiner Bautätigkeit war er auch an bibliophiler Kultur interessiert, wie der Ankauf von ca. 3000 Bänden des Richters Weise (sog. Weise’sche Bibliothek) aus Moers für die Abtei zeigt.
Wegen der französischen Besetzung des Linken Rheinufers, der französischen Brandschatzungen im Kloster und die abzusehenden Folgen für die Abtei Werden durch den Rastatter Kongress, flüchtete Abt Bernhard II. nach Helmstedt. Er starb dort am 6. März 1798 und liegt in der Peterskapelle begraben.